# Europamästerskapen i fälttävlan 1983
Europamästerskapen i fälttävlan 1983 arrangerades i Frauenfeld, Schweiz. Tävlingen var den 16:e upplagan av europamästerskapen i fälttävlan.

## Resultat
| Placering | Ryttare           | Häst            | Land |
| --------- | ----------------- | --------------- | ---- |
| 1         | Rachel Bayliss    | Mystic Minstrel | GBR  |
| 2         | Lucinda Green     | Regal Realm     | GBR  |
| 3         | Christian Persson | Joel            | SWE  |
| 4         | Göran Breisner    | Ultimus         | SWE  |
| 14        | Sven Ingvarsson   | Doledo          | SWE  |

| Placering | Land           |
| --------- | -------------- |
| 1         | Sverige        |
| 2         | Storbritannien |
| 3         | Frankrike      |